# Высокий рынок

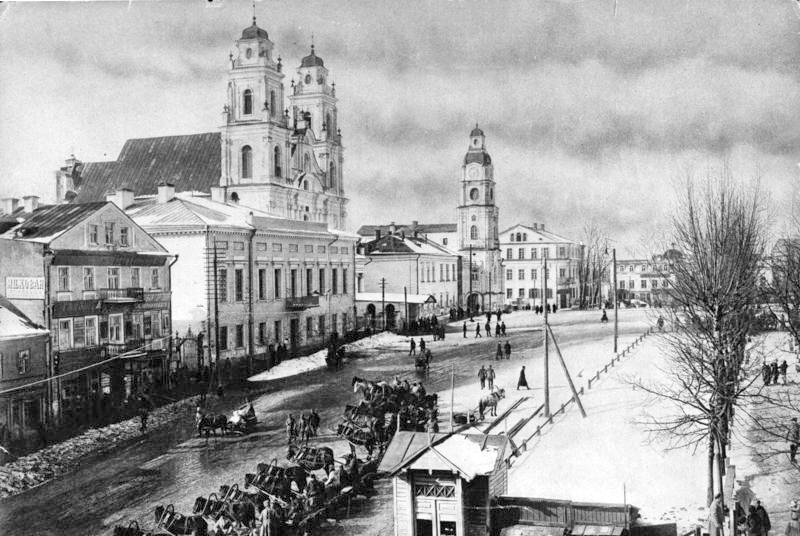
Площадь Высокий рынок. Фото 1914 г.

Высокий рынок, Высокий город, Верхний город (бел. Новае Места, Высокае Места, Высокі Рынак, Верхні Горад) — исторический район Минска, расположенный к югу от Минского замка.

## История

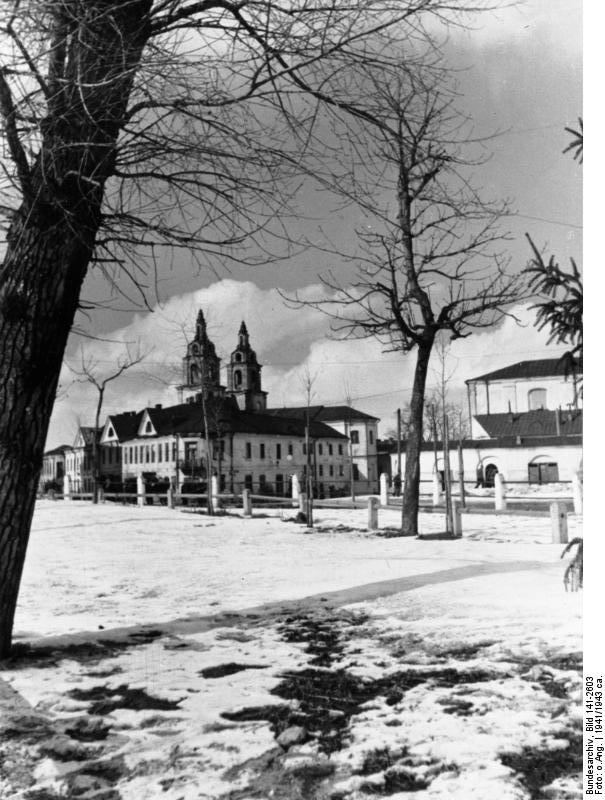
Площадь Высокий рынок. Фото 1941 г.

Верхний город спланирован в 1560—1570 годы как новый центр Минска. Причиной создания нового плана были большие пожары (1505, 1547), а также многократное разорение города и окрестностей крымскими татарами в 1-й четверти XVI века.
В конце XVI в. на Высоком рынке была построена ратуша, возможно она была перенесена сюда из другого места, так как Магдебургское право Минск получил еще в 1499 году. В 1564 году в Минске возникла кальвинистское сообщество. В последней четверти XVI века кальвинисты при общей поддержке князя Николая Радзивилла Черного и фондов минских состоятельных протестантов построили в городе свой дом молитв (сбор) и основали улицу Сборовая. Однако, в XV—XVI веках район имел периферийное значение.
Интенсивное кирпичное строительство на Высоком рынке началось лишь в начале XVII в. Существует мнение, что строительство зданий сдерживалось из-за отсутствия укреплений. Кроме того, радиальное расширение Минска вокруг Замчища до начала XVII века уже исчерпало свои топографические и социальные перспективы. Соседняя Троицкая гора в качестве нового центра города не осваивалась, так как ее расположение было неудобным для обороны. Минск в таком случае был бы разделен на две части рекой Свислочь, что несмотря на систему плотин и мостов, очень осложнило бы коммуникацию и защиту города во время военных действий.
К началу XVIII в. весь Верхний рынок был застроен, сложился главный архитектурный ансамбль площади Высокого рынка, сформировался индивидуальный облик Минска.
В начале XX в. Высокий рынок входил в первую и вторую полицейские части города.